# Bob De Richter
Robert (Bob) De Richter (Antwerpen, 8 mei 1949 – aldaar, 3 april 2015) was  een Belgisch weerman en vervolgens politicus voor de SP (vanaf 2001 sp.a).

## Biografie
De Richter werkte als assistent aan de Rijksuniversiteit Gent en was leraar aardrijkskunde.
In maart 1987 werd hij na het pensioen van Armand Pien een van de vier nieuwe weerpresentatoren bij de Vlaamse openbare omroep BRT (vanaf 1991 BRTN). Als collega's had hij Georges Küster, Frank Deboosere en diens vrouw Hilde Simons. In 1993 verdween Bob De Richter van het scherm. Vervolgens was hij van 1993 tot 1995 adjunct-kabinetschef van de Vlaamse ministers Leona Detiège en Leo Peeters.
Op 28 juni 1995 kwam hij voor de SP als opvolger van Marcel Colla in de Kamer van volksvertegenwoordigers, waar hij tot aan de verkiezingen van juni 1999 zetelde. Hij was er lid van de commissie voor Bedrijfsleven, Wetenschapsbeleid, Onderwijs, Nationale Wetenschappelijke en Culturele Instellingen, Middenstand en Landbouw. Na zijn periode in het parlement werd De Richter tot 2003 woordvoerder en kabinetschef van de Antwerpse burgemeester Leona Detiège en van 2003 tot 2006 kabinetschef van de Antwerpse schepen Tuur Van Wallendael.
Na de lokale verkiezingen van oktober 2000 werd De Richter politiek actief in de stad Mortsel. Hij was er van 2001 tot 2010 gemeenteraadslid, sp.a-fractieleider en van 2007 tot 2009 schepen van Mobiliteit, Ruimtelijke Ordening, Milieu, Wonen, Lokale en Sociale Economie en Internationale Samenwerking. In 2010 stapte hij uit de actieve politiek, maar bleef wel in het lokale partijbestuur van de socialisten zetelen. Eerder had hij zijn schepenmandaat  op 1 november 2009 al doorgegeven aan Steve D'Hulster.
In 2015 overleed hij op 65-jarige leeftijd na een langdurige ziekte. Hij liet een echtgenote en drie kinderen na.